# Abel Mus
Abel Mus, Abelardo Mus i Sanahuja, (Borriana, 22 d'abril del 1907 - Picanya, 23 de gener del 1983) fou violinista, pedagog i compositor valencià.

## Biografia
Fill de pare barber, començà a aprendre música als vuit anys, juntament amb el seu germà Vicent, a l'Agrupació Filharmònica Borrianenca, amb el seu director José María Ibáñez. Poc després s'inicià en el món del violí amb Vicent Tàrrega (germà de Francesc Tàrrega) i dos anys més tard es traslladà a València, per a estudiar amb el violinista borrianenc Joaquim Monzonís Ribera. Becat per la Diputació de Castelló, marxà a París el 1920 a ampliar els seus estudis. Primer amb Joseph Bilewsky; admès el 1921 al Conservatori de París, els continuà amb Alfred Brun i Émile Schwartz. L'any 1924 guanyà els primers diplomes internacionals de solfeig i violí, els quals eren els més importants que oferia el centre. El 1926 aconseguí la Primera Medalla Internacional de Violí de l'Escola Superior de Música i Declamació de París, de la que en fou nomenat professor posteriorment.
S'establí a Castelló de la Plana el 1932; hi fundà, juntament amb Vicent Asencio, el Conservatori de Música, que Mus dirigí fins al 1938. Durant la Guerra Civil feu d'intèrpret dels brigadistes francesos convalescents de l'hospital de Benicàssim, estigué destinat al Comissariat de Propaganda de l'"Ejército de Levante" i donà concerts als soldats de gran part del territori republicà. Durant el conflicte bèl·lic adoptà el nom d'Abel, en comptes de l'Abelardo amb què havia estat batejat.
Represaliat en acabar la guerra, tingué problemes per a poder tornar a donar concerts. El 1943 es van convocar oposicions per fundar l'Orquestra Municipal de València i Abel hi va guanyar la plaça de concertino (primer violí). Al capdavant d'aquesta orquestra va estar fins a la seva jubilació l'any 1972. La feina de l'orquestra la va desenvolupar paral·lelament a la seva carrera com a solista i durant la dècada dels quaranta va oferir una gran quantitat de concerts per tot l'Estat, que li donaren una reputació i prestigi que pocs violinistes espanyols tenien. Cal ressaltar dos importants parèntesis en la seva estança en l'Orquestra de València: el primer quan es va desplaçar a l'Argentina per a oferir una important gira de concerts, que finalitzà amb diversos enregistraments per a la Casa Odeón, i el segon quan va formar part el 1962-1963 de l'Orquestra Nacional d'Egipte, al Caire. En aquests anys també va ser un temps director de l'Escola Municipal de Música d'Alcoi. De l'orquestra de València passà a ocupar la mateixa plaça a l'Orquestra del Liceu de Barcelona. (almenys fins al 1975).
Deixebles seus han estat els violinistes Gerardo Mesado Oliver, Josefina Salvador Segarra i José Hernández Yago, i el viola Emilio Mateu.
Entre els anys 1969 i 1976 col·laborà habitualment en la revista Buris-ana, butlletí de l'Agrupació Borrianenca de Cultura.
El compositor Joaquín Rodrigo li dedicà les peces L'enamorada junto al pequeño surtidor i Pequeña ronda, que estrenà a Paris (1928) el mateix Abel juntament amb la pianista, i germana seva, Encarnación Mus. Eduard López-Chávarri li dedicà l'obra In modo de sarabanda (1930) i va fer-li el 1948 un arranjament propi per a violí i piano de la seva peça Variaciones para violín i orquesta.

## Obres
- Cançó de bressol
- Escenes d'infant
- Himno del Batallón Mateotti (1936), lletra de José Santacreu[6]
- Llegenda mora
- Suite, per a orquestra
- Mètode(s) per a l'estudi del violí
- Col·laboracions a la revista Buris-ana, Butlletí de l'Agrupació Borrianenca de Cultura (selecció d'articles autobiogràfics; llista completa, a Enllaços)
  - Carta al director núm. 125 (1972). Iniciació a l'estudi de la música, als nou anys
  - Tríptico núm. 131 (1973). Memòries de la Guerra Civil, 1938
  - El gran salto núm. 132 (1973). Viatge a l'Argentina, 1940
  - Cuando yo ganaba dos duros por misa núm. 135 (1973)
  - El Danubio Azul núm. 137 (1974). Primer Concurs Internacional de Cant i Piano, Viena 1932